# Банке (Торино)
Банке је насеље у Италији у округу Торино, региону Пијемонт.
Према процени из 2011. у насељу је живело 11 становника. Насеље се налази на надморској висини од 853 м.